# Studio Nue
Studio Nue (スタジオぬえ,?, Sutajio Nue) è uno studio di animazione giapponese.

## Storia
Fu fondato inizialmente con il nome di Crystal Art Studio nel 1972 da Kazutaka Miyatake, Ken'ichi Matsuzaki, Naoyuki Kato e Haruka Takachiho, spinti dalla loro passione per la tecnologia ed i mezzi militari in particolare. I primi lavori consistettero in numerose copertine ed illustrazioni tecniche per romanzi e manga di fantascienza, mentre il primo lavoro nel campo degli anime fu il disegno dell'Hover Pilder di Mazinger Z (Mazinga Z), per la Toei Animation, ed alcuni mecha design per la serie Zero Tester della Sunrise, l'anno successivo. Nel 1974 l'azienda cambiò nome in Studio Nue ed iniziarono a collaborarvi anche altri professionisti, tra i quali Shōji Kawamori e Michiaki Sato. Le prime commesse davvero importanti risalgono al 1977, quando lo studio si occupò dell'artwork della seconda serie di Uchu Senkan Yamato (Star Blazers) e fu coinvolto nello sviluppo del mecha design di Uchu Kaizoku Captain Harlock (Capitan Harlock), entrambe di Leiji Matsumoto. Grazie alle collaborazioni con le più grandi case di produzione giapponesi, lo Studio Nue ha avuto un ruolo importante nell'evoluzione della fantascienza animata, ed in particolare nello sviluppo delle serie robotiche a cavallo tra gli anni settanta e gli anni ottanta, partecipando ad opere quali Chogattai Majutsu Robo Gingaizer (Ginguiser), Yusha Raideen!, Chodenji Machine Voltes V (Vultus V), Chodenji Robo Conbattler V (Combattler V), Tosho Daimos (General Daimos) e, soprattutto, Kido Senshi Gundam (Mobile Suit Gundam). Nell'ambito di questa storica serie, in particolare, il contributo degli artisti dello studio riguardò sostanzialmente l'ideazione della tecnologia posta alla base della storia, con l'invenzione, ad esempio, di tutta la fisica di Minovsky. All'inizio degli anni ottanta assorbì gran parte dello staff di un altro piccolo studio, Artland, tra cui anche Haruhiko Mikimoto. Il vero salto di qualità, che ne fece una realtà paraindustriale, si ebbe tuttavia nel 1982, con l'affidamento da parte della Tatsunoko della realizzazione del mecha e del character design, e non solo, della famosa serie Chojiku Yosai Macross (Macross). In seguito, lo studio è stato coinvolto nella produzione di moltissime serie ed OAV robotici, tra cui, oltre a tutte le opere legate alla saga di Macross, vanno ricordati Chojiku Seiki Orguss, Seisenshi Dunbine, Shin Seiki GPX Cyber Formula, Uchu no Senshi e Tenku no Escafurowne (I cieli di Escaflowne). Ha anche prodotto diversi anime in proprio o in partnership con altre case, come il film Crusher Joe di Yoshikazu Yasuhiko, e la serie Dirty Pair.